# Clément Mignon (Triathlet)
Clément Mignon (* 25. Januar 1999 in Angoulême) ist ein französischer Triathlet, Weltmeister auf der Triathlon-Langdistanz (2023) und französischer Meister auf der Triathlon-Mitteldistanz (2021). Er wird in der Bestenliste französischer Triathleten auf der Ironman-Distanz geführt.

## Werdegang
2018 wurde Clément Mignon Sechster bei der französischen Junioren-Staatsmeisterschaft auf der Triathlon-Sprintdistanz (750 m Schwimmen, 20 km Radfahren und 5 km Laufen). 2021 wurde er französischer Meister auf der Triathlon-Mitteldistanz und im Juli gewann er den Ironman 70.3 Andorra.

### 3. Rang Ironman European Championships 2022
Im April 2022 wurde er bei der Challenge Gran Canaria Zweiter hinter dem Deutschen Mika Noodt
Im Mai gewann der 23-Jährige auf der Mitteldistanz (1,9 km Schwimmen, 90 km Radfahren und 21,1 km Laufen) den Ironman 70.3 Pays d’Aix France.

Im Juni wurde der damals 23-Jährige im Ironman Germany bei seinem ersten Start auf der Ironman-Distanz (3,86 km Schwimmen, 180,2 km Radfahren und 42,195 km Laufen) hinter seinem Landsmann Denis Chevrot Dritter und zugleich Dritter der hier ausgetragenen Ironman European Championships.
Im Oktober wurde er bei seinem zweiten Start auf der Ironman-Distanz Neunter beim Ironman Hawaii (Ironman World Championships).

### Weltmeister Triathlon Langdistanz 2023
Im Mai 2023 wurde der 24-Jährige auf Ibiza ITU-Weltmeister auf der Triathlon Langdistanz. Im September wurde er in Nizza Zehnter bei den Ironman World Championships.
Im April 2024 wurde er nach 7:48:37 Stunden in persönlicher Bestzeit auf der Ironman-Distanz Zweiter beim Ironman Texas.	
Clément Mignon ist liiert mit der französischen Triathletin Marjolaine Pierré (* 1999).

## Sportliche Erfolge
| Datum/Jahr   | Platz | Wettbewerb                                     | Austragungsort | Zeit     | Bemerkung                                          |
| ------------ | ----- | ---------------------------------------------- | -------------- | -------- | -------------------------------------------------- |
| 2. Juni 2018 | 6     | FRA Triathlon National Championship Junior Men | Vesoul         | 00:56:28 | Junioren-Staatsmeisterschaft auf der Sprintdistanz |

| Datum/Jahr    | Platz | Wettbewerb                                           | Austragungsort      | Zeit     | Bemerkung                                                                        |
| ------------- | ----- | ---------------------------------------------------- | ------------------- | -------- | -------------------------------------------------------------------------------- |
| 19. Okt. 2024 | 17    | T100 Dubai                                           | Dubai               | 03:26:54 | Grand Final der PTO T100 Triathlon World Tour                                    |
| 8. Juli 2024  | 15    | T100 London                                          | London              | 03:32:37 | 2 km Schwimmen, 80 km Radfahren und 18 km Laufen                                 |
| 29. Juni 2024 | 3     | Ironman 70.3 Les Sables d’Olonne                     | Les Sables-d’Olonne | 03:40:37 |                                                                                  |
| 27. Apr. 2024 | 2     | Ironman Texas                                        | The Woodlands       | 07:48:37 | persönliche Bestzeit auf der Ironman-Distanz                                     |
| 14. Apr. 2024 | 15    | T100 Singapore                                       | Singapur            | 03:46:22 |                                                                                  |
| 10. Sep. 2023 | 10    | Ironman World Championship                           | Nizza               | 08:24:10 |                                                                                  |
| 7. Mai 2023   | 1     | ITU Long Distance Triathlon World Championships      | Ibiza               | 05:17:17 | ITU-Weltmeister auf der Triathlon Langdistanz                                    |
| 9. Okt. 2022  | 9     | Ironman Hawaii                                       | Hawaii              | 07:56:58 |                                                                                  |
| 3. Sep. 2022  | 1     | Triathlon de Gérardmer                               | Gérardmer           | 04:18:33 |                                                                                  |
| 26. Juni 2022 | 3     | Ironman Germany                                      | Frankfurt am Main   | 07:58:43 | Ironman European Championship; erster Start auf der Ironman-Distanz              |
| 22. Mai 2022  | 1     | Ironman 70.3 Pays d’Aix France                       | Aix-en-Provence     | 03:50:50 |                                                                                  |
| 7. Mai 2022   | 2     | Ironman 70.3 Mallorca                                | Alcúdia             | 03:58:14 | hinter William Mennesson                                                         |
| 23. Apr. 2022 | 2     | Challenge Gran Canaria                               | Mogán               | 03:45:06 | Zweiter hinter dem Deutschen Mika Noodt                                          |
| 19. März 2022 | 4     | Ironman 70.3 Lanzarote                               | Lanzarote           | 03:58:56 |                                                                                  |
| 29. Juli 2021 | 1     | Triathlon EDF Alpe d’Huez                            | Alpe d’Huez         |          | Sieger auf der Langdistanz (2,2 km Schwimmen, 118 km Radfahren und 20 km Laufen) |
| 4. Juli 2021  | 1     | Ironman 70.3 Andorra                                 | Andorra             |          |                                                                                  |
| 6. Juni 2021  | 1     | FRA Middle Distance Triathlon National Championships | Cagnes-sur-Mer      | 04:08:06 | Staatsmeister auf der Mitteldistanz                                              |

(DNF – Did Not Finish)